# Yoshino Aoyama
Yoshino Aoyama (青山吉能 Aoyama Yoshino?, 15 de mayo de 1996) es una seiyū y cantante japonesa afiliada a 81 Produce. Es conocida por sus papeles en Yoshino Nanase en Wake Up, Girls!, Guri en Ren'ai Bōkun y Hitori Gotō en Bocchi the Rock!.

## Biografía
Aoyama nació en la prefectura de Kumamoto el 15 de mayo de 1996. En la escuela secundaria, Aoyama era miembro del club de coro de su escuela, donde pasaba la mayor parte de su tiempo. También era fanática de varias series de manga, especialmente Samurai Deeper Kyo. Como resultado, decidió seguir una carrera en la actuación de voz. Después de asistir a algunas audiciones abiertas solo para no ser elegida, finalmente fue elegida como Yoshino Nanase en Wake Up, Girls! a través de una audición abierta. En 2015, Aoyama, junto con Wake Up, Girls! unidad de actor de voz, ganó el premio especial en los 9th Seiyu Awards.
En marzo de 2020, Aoyama hizo una pausa por razones médicas. Volvió a trabajar al mes siguiente.
El 9 de marzo de 2022 hizo su debut como cantante solista con su primer sencillo, "Page". Más tarde ese año, fue elegida como Hitori Gotō en la serie de televisión de anime Bocchi the Rock!.

## Filmografía

### Anime
2014
- Wake Up, Girls!: Yoshino Nanase[6]

2016
- Shakunetsu no Takkyū Musume: Yura Yuragi

2017
- Ren'ai Bōkun: Guri[7]
- Isekai Shokudō: Tiana Silvario XVI

2019
- The Promised Neverland: Alicia, Mark

2020
- Murenase! Seton Gakuen: Chroe Mashima[8]
- Shachō, Battle no Jikan Desu!: Makoto[9]
- Deca-Dence: Linmei[10]
- Maesetsu!: Culture Festival Emcee (2)

2021
- 86: Eighty-Six: Estudiante
- Duel Masters King!: Pyonchiki[11]
- Kageki Shoujo!!: Akina Horiguchi
- PuraOre! Pride of Orange: Mami Ono[12]

2022
- Bocchi the Rock!: Hitori Gotō[13]

2023
- Pokémon Horizons: Dot

2024
- OVERLORD  : Neia Baraja

### Videojuegos
2024
- Wuthering Waves: Jinhsi